# Giovanni Cernogoraz
Giovanni Cernogoraz (né le 27 décembre 1982 à Koper) est un tireur sportif, spécialiste de la fosse olympique. 
Aux Jeux olympiques d'été de 2012 à Londres, il termine ex aequo avec l'Italien Massimo Fabbrizi avec 146 points, et remporte le barrage pour la médaille d'or.
Il remporte la médaille de bronze en trap aux Jeux méditerranéens de 2013 à Mersin.
Il est médaillé d'or en trap par équipes aux Jeux européens de 2023 à Cracovie.
En juin 2024, il est nommé porte-drapeau de la délégation croate aux Jeux olympiques de 2024 avec la judokate Barbara Matić.